# アドルフ・ヴィート・フォン・ホーエンボルン
アドルフ・ヴィート・フォン・ホーエンボルン（ドイツ語: Adolf Wild von Hohenborn、1860年7月8日-1925年10月25日）は、プロイセン王国及びドイツ帝国の軍人、政治家。
プロイセン陸軍の歩兵大将で第32代陸軍大臣である。　

## 軍歴
戦争大臣としての任期中、彼はパウル・フォン・ヒンデンブルクの「Arbeitsspflichtprogramm」（強制労働プログラム）に批判的であった。これが原因の発端で、ホーエンボルンは1916年10月29日にドイツ皇帝ヴィルヘルム2世によって陸軍最高司令部から解任された。